# みずのまこと
みずの まことは日本の漫画家。
元々は同人サークルで活動しており、後に成人向け漫画の分野でプロの漫画家としてのキャリアを開始し、フランス書院の成人向けコミック雑誌などを基盤に活動していた。この他にアダルトゲームの原画なども担当している。
2004年に角川スニーカー文庫から刊行されているライトノベル『涼宮ハルヒの憂鬱』の最初の漫画版を執筆していたが全8回で打ち切りとなり、単行本未収録の回もある。
その後、商業ジャンルでの活動はアダルトゲームの原画が主業になっていた模様であるが、2007年以降の活動は確認できない。

## 主な作品

### 漫画作品
- 天使予報。 - フランス書院:刊（※成人向け）
- 涼宮ハルヒの憂鬱 - 角川書店:刊 少年エース連載。全1巻。
  - この漫画に関する詳細は涼宮ハルヒシリーズ#『涼宮ハルヒの憂鬱』（みずのまこと版）の項を参照。

### ゲーム
- 終わりなきメイド達の夜 - CROWD
- ちょこれ〜とDays - ザウス
- V.G. NEO - 戯画（一部キャラのみ）
- 乳感ナースっ! - SQUEEZ
- How to ふ～どる 〜ヘルス編〜 - CROWD（一部キャラのみ）
- 育ててみりゅ? 〜ぼくとリリスのちょっとふしぎな物語〜 - CROWD
- クラスメイトは痴女ばかり! - ZERO
- moire - Berkana